# Denis Tristant
Denis Tristant (Pacy-sur-Eure, 23 de novembro de 1964) é um ex-handebolista profissional e treinador francês, medalhista olimpico.
Denis Tristant fez parte do elenco medalha de bronze, em Barcelona 1992. Com 3 partidas e 1 gol.